# فیلیس رینولدز نیلر
فیلیس رینولدز نیلر (انگلیسی: Phyllis Reynolds Naylor؛ زادهٔ ۴ ژانویهٔ ۱۹۳۳) نویسنده اهل ایالات متحده آمریکا است.
وی همچنین برندهٔ جوایزی همچون جایزه ادگار شده‌است.

## جوایز
- نشان نیوبری ۱۹۹۲ برای Shiloh
- جایزه ادگار آلن پو
- جایزه مطالعه کودکان یا ژوزت فرانک ۱۹۸۳ برای The Solomon System
- جایزه کرلان ۱۹۹۵
- Foremother Award از مرکز ملی تحقیقات بهداشتی ۲۰۱۴

## آثار
- مجموعه ی پسرها علیه دخترها یا هتفوردها و ملویزها[۱]

1. پسرها جنگ را شروع می‌کنند؛ ترجمهٔ ترانه شیمی؛ نشر هرمس ۱۳۸۴
2. دخترها تلافی می‌کنند؛ ترجمهٔ ترانه شیمی؛ نشر هرمس ۱۳۸۴
3. پسرها بر ضد دخترها؛ ترجمهٔ ترانه شیمی؛ نشر هرمس ۱۳۸۴
4. انتقام دخترها؛ ترجمهٔ ترانه شیمی؛ نشر هرمس ۱۳۸۵
5. خائنی میان پسرها؛ ترجمهٔ ترانه شیمی؛ نشر هرمس ۱۳۸۵
6. جاسوسی میان دخترها؛ ترجمهٔ ترانه شیمی؛ نشر هرمس
7. بازگشت پسرا؛ ترجمهٔ ترانه شیمی؛ نشر هرمس
8. حالا دوره دختر هاست؛ ترجمهٔ ترانه شیمی؛ نشر هرمس
9. دور دور پسر هاست؛ ترجمهٔ ترانه شیمی؛ نشر هرمس ۱۳۸۹
10. دخترها پسرها را سر جایشان می‌نشانند؛ ترجمهٔ ترانه شیمی؛ نشر هرمس
11. پسرها می ترکونن!
12. چه کسی جنگ را می‌برد؟

- کتاب‌های تصویری[۲]
  - رئیس زمین بازی؛ ترجمهٔ لادن مقیمی؛ انتشارات فنی ایران 1395
- گذرگاه وحشت (انگلیسی: The Fear Place)؛ ترجمهٔ آیدا هاشم‌لو؛ نشر هرمس ۱۳۸۷